# Perai Múzeum
A Perai Múzeum (törökül: Pera Müzesi) egy képzőművészeti múzeum Isztambulban, Beyoğlu (Pera) városrész Tepebaşı negyedében, az İstiklal sugárút és a Taksim tér közelében. Főleg a 19. századi orientalista műalkotásokra összpontosít.

## Története
A múzeumot a Suna és İnan Kıraç Alapítvány hozta létre 2005-ben, a korábbi Hotel Bristol történelmi jelentőségű épületében, amelyet Achille Manoussos tervezett és 1893-ban épült fel. Az épületet 2003 és 2005 között Sinan Genim tervei alapján az eredeti homlokzat megtartásával felújították, belsejét modern múzeumépületté alakították át.

## Gyűjteménye
A Perai Múzeum rendszeres kiállításokat rendez külföldről kölcsönzött művekből, emellett állandó kiállításokkal rendelkezik orientalista festményekből, anatóliai súlyokból és mérőeszközökből, valamint kütahyai csempékből és kerámiákból.
Orientalista tárlat
Az orientalista festmények gyűjteményébe európai és oszmán/török művészek képei tartoznak, többek közt Osman Hamdi Bey művei beleértve leghíresebb festményét, A teknősidomárt is.
Anatóliai súlyok és mérőeszközök gyűjteménye
A gyűjtemény több mint tízezer darabból áll, és az őskortól napjainkig mutatja be az Anatóliában használt mérőeszközöket, mellyel súlyt, hosszúságot, térfogatot mérnek a földméréstől a kereskedelemig, az építészettől az ékszerkészítésig, a szállítástól a gyógyszerek előállításáig minden területen.
Kütahyai csempe- és kerámiagyűjtemény
A Suna és İnan Kıraç Alapítvány kütahyai csempékből és kerámiákból álló gyűjteményének története az 1980-as évekre tekint vissza. Napjainkban a gyűjtemény több mint 800 darabból áll, különböző korszakokból, de főként a 18.-20. századból. Nem a teljes gyűjteményt állították ki, de úgy válogatták össze a kiállítási tárgyakat, hogy áttekintést nyújtsanak a gyűjtemény egészéről és a kütahyai kerámiaművészetről.

## Ideiglenes kiállítások
A Perai Múzeum olyan más múzeumokkal, gyűjteményekkel és alapítványokkal szervezett már közös rendezvényeket, mint a Tate, a Pompidou központ, a Victoria és Albert múzeum, a Szentpétervári Orosz Állami Múzeum, a JP Morgan Chase Gyűjtemény, a New York School of Visual Arts és a Maeght Alapítvány. Olyan nemzetközileg elismert alkotókat mutatott be a török közönségnek, mint Alberto Giacometti, Jean Dubuffet, Henri Cartier-Bresson, Rembrandt, Niko Pirosmani, Josef Koudelka, Joan Miró, Kuroszava Akira, Marc Chagall, Pablo Picasso, Fernando Botero, Frida Kahlo, Diego Rivera és Goya.
A múzeum megnyitása óta együttműködik török és külföldi művészeti és oktatási intézményekkel, és évente rendez kiállításokat fiatal művészek támogatására.

## Egyéb tevékenység
A múzeum minden kiállítását könyvek, katalógusok publikálása, hangversenyek, audiovizuális rendezvények és oktatási programok kísérik. Időszakos programjai révén a Pera Film vetítések széles kínálatával várja a látogatókat klasszikusoktól és független filmektől animációs és dokumentumfilmekig, emellett különleges műsorokkal, amelyek az ideiglenes kiállítások témájához kapcsolódnak.

## Galéria

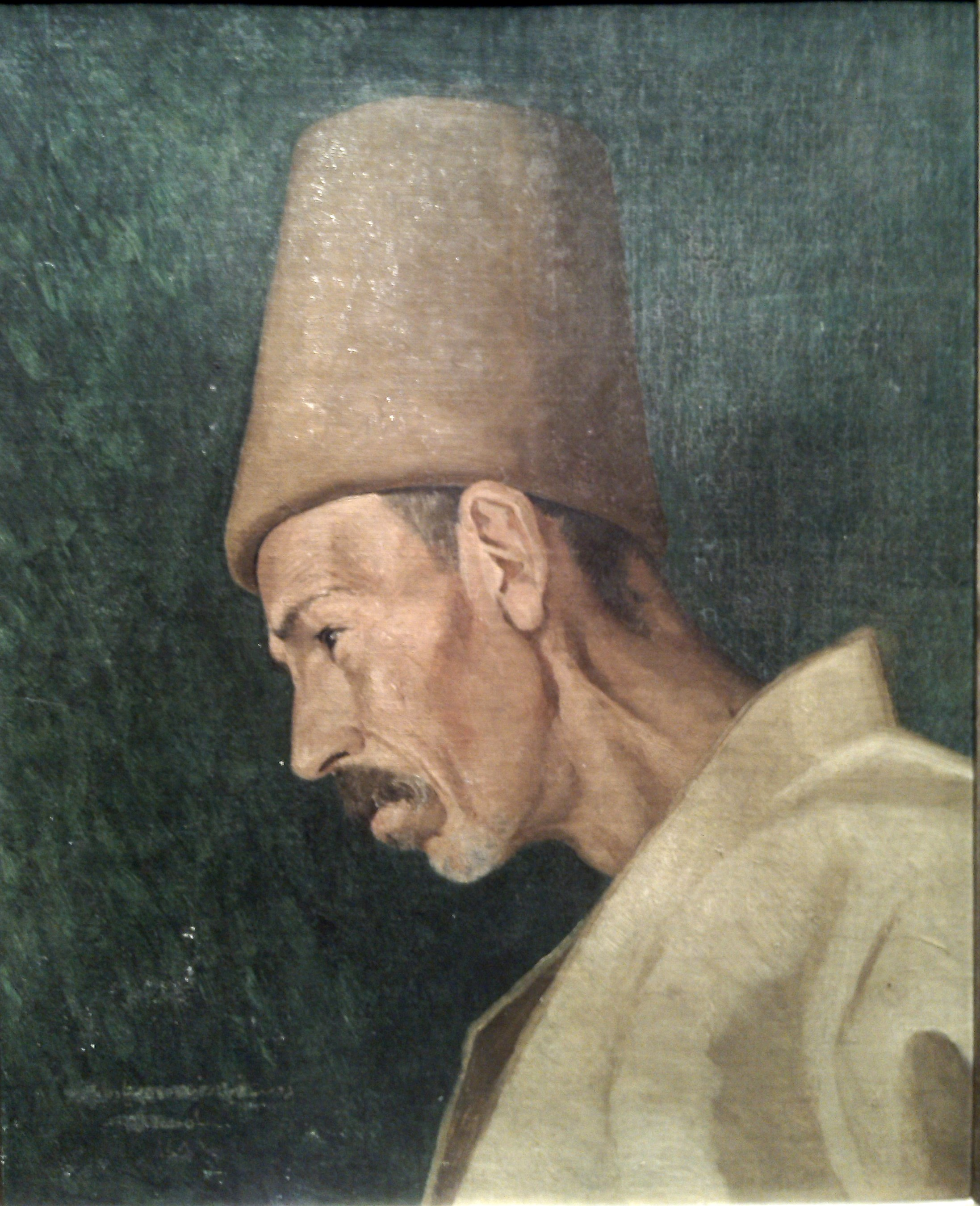
Kökenoğlu Rıza Efendi. Osman Hamdi Bey festménye, 1871.
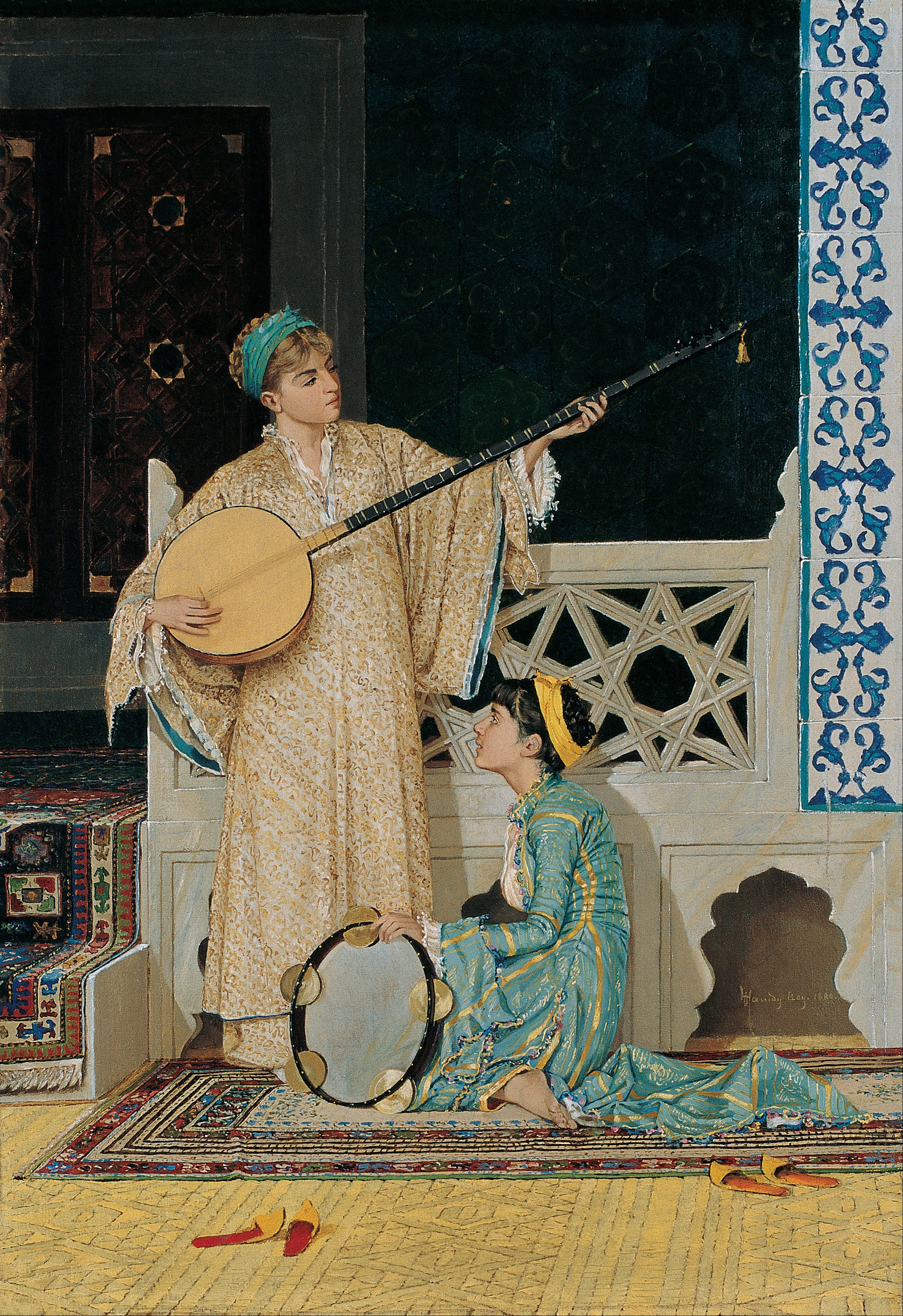
Két zenészlány. Osman Hamdi Bey festménye, 1880.
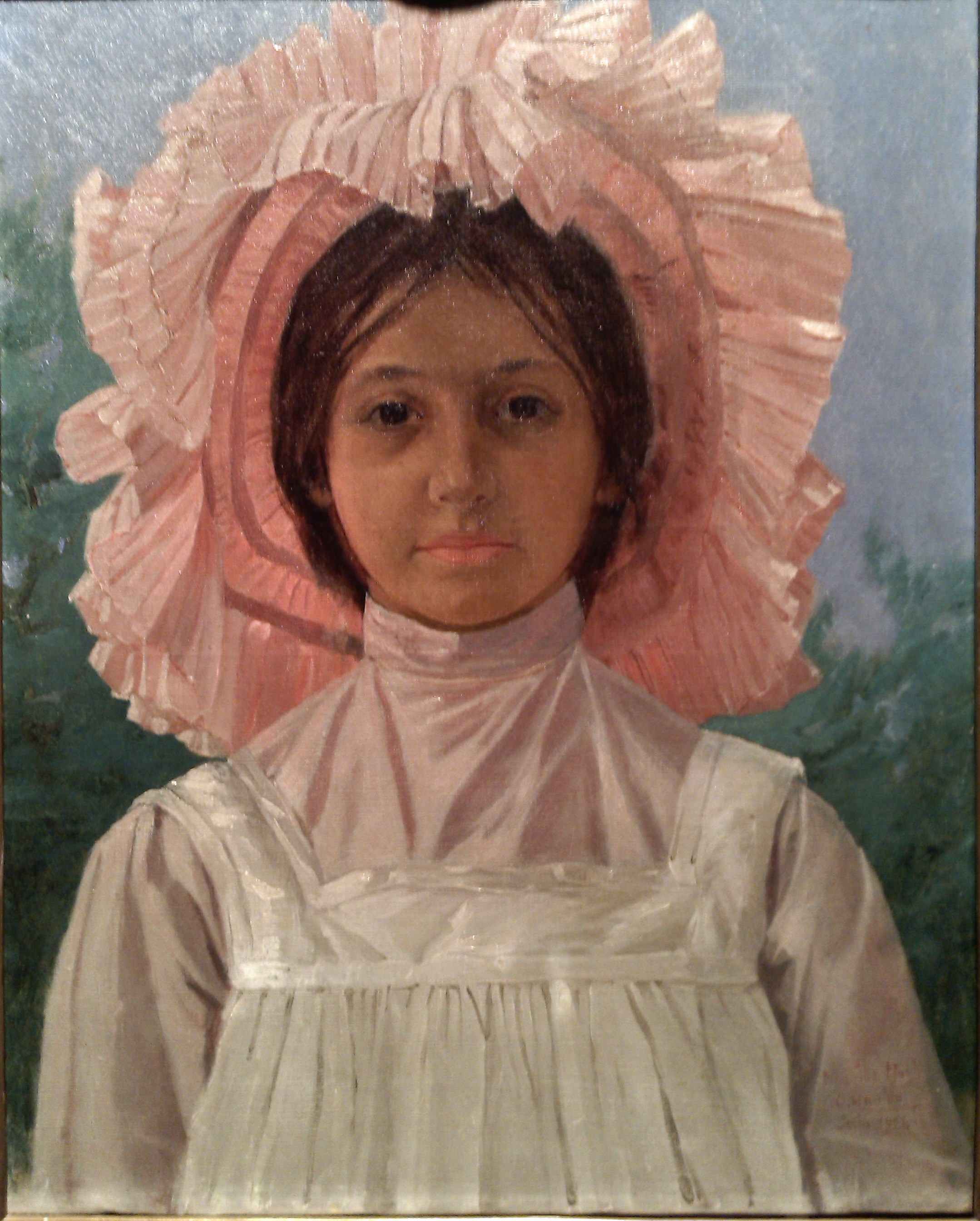
Rózsaszín sapkás lány. Osman Hamdi Bey festménye, 1904.
A teknősidomár. Osman Hamdi Bey festménye, 1906.
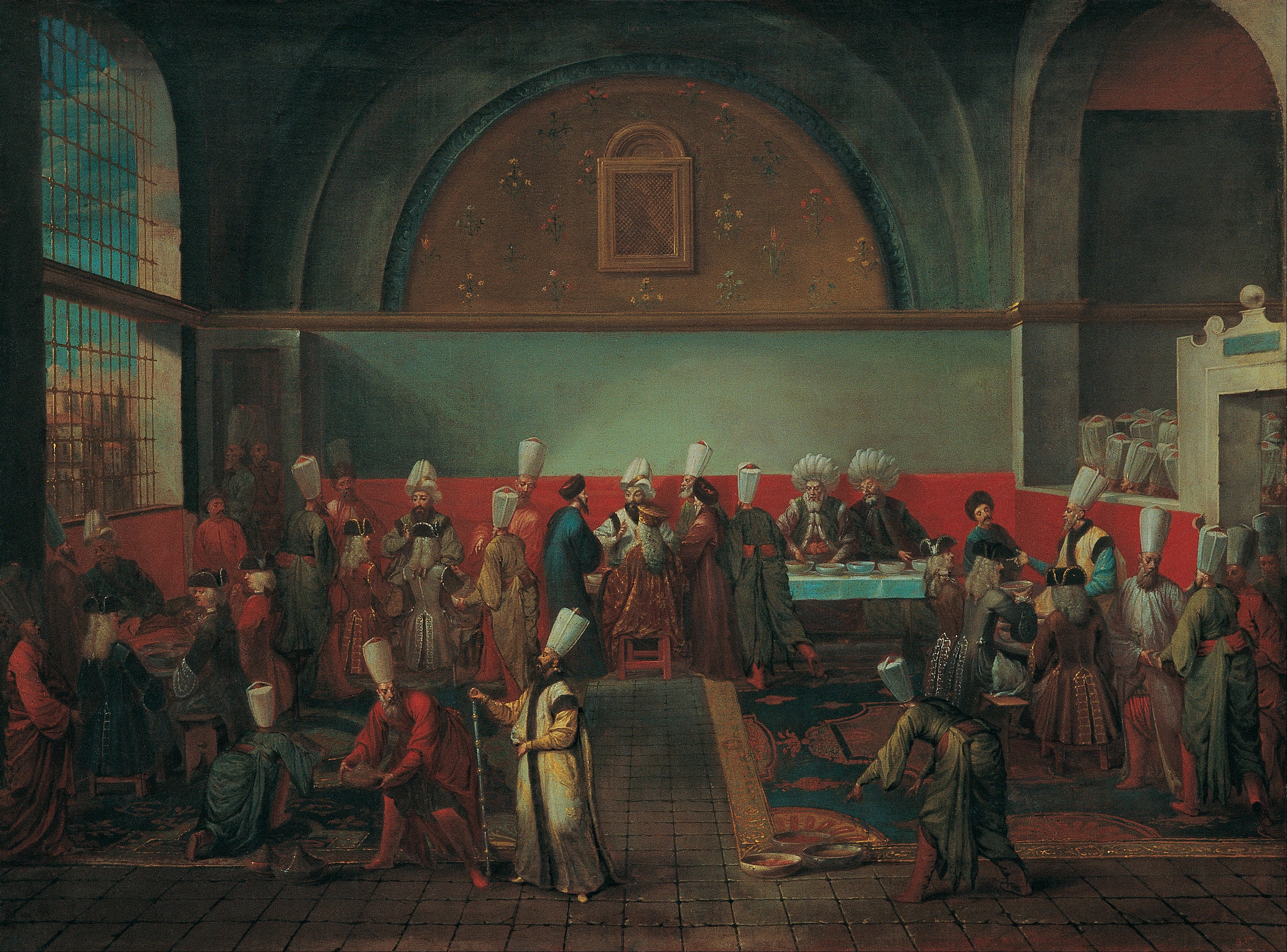
Külföldi nagykövetek fogadása az isztambuli Topkapı palotában III. Ahmed szultán uralkodása alatt. Jean-Baptiste van Mour festménye, 1725.
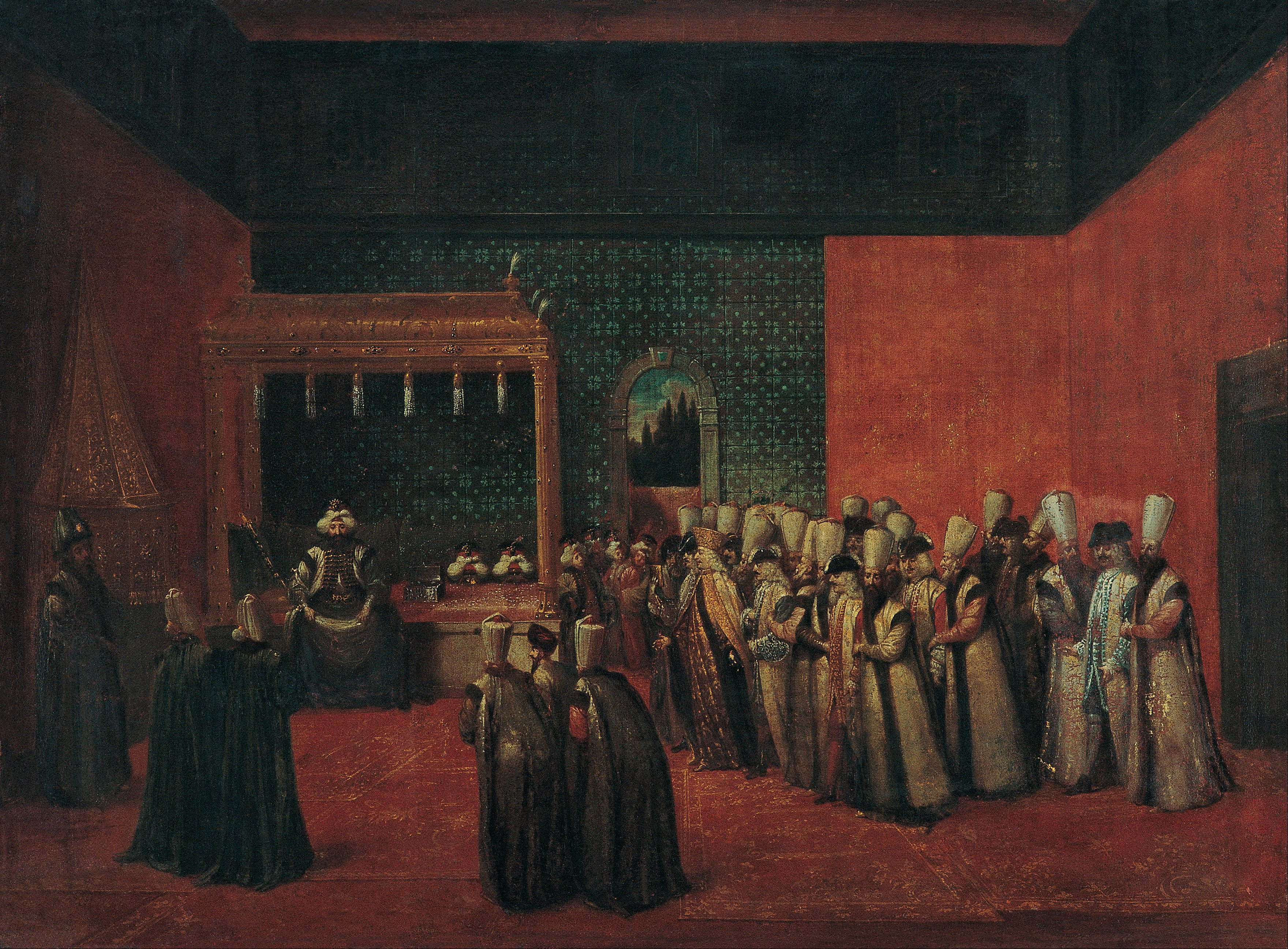
III. Ahmed oszmán szultán fogadja Cornelis Calkoen holland nagykövetet a Topkapı palotában 1727-ben. Jean-Baptiste van Mour festménye, 1727.
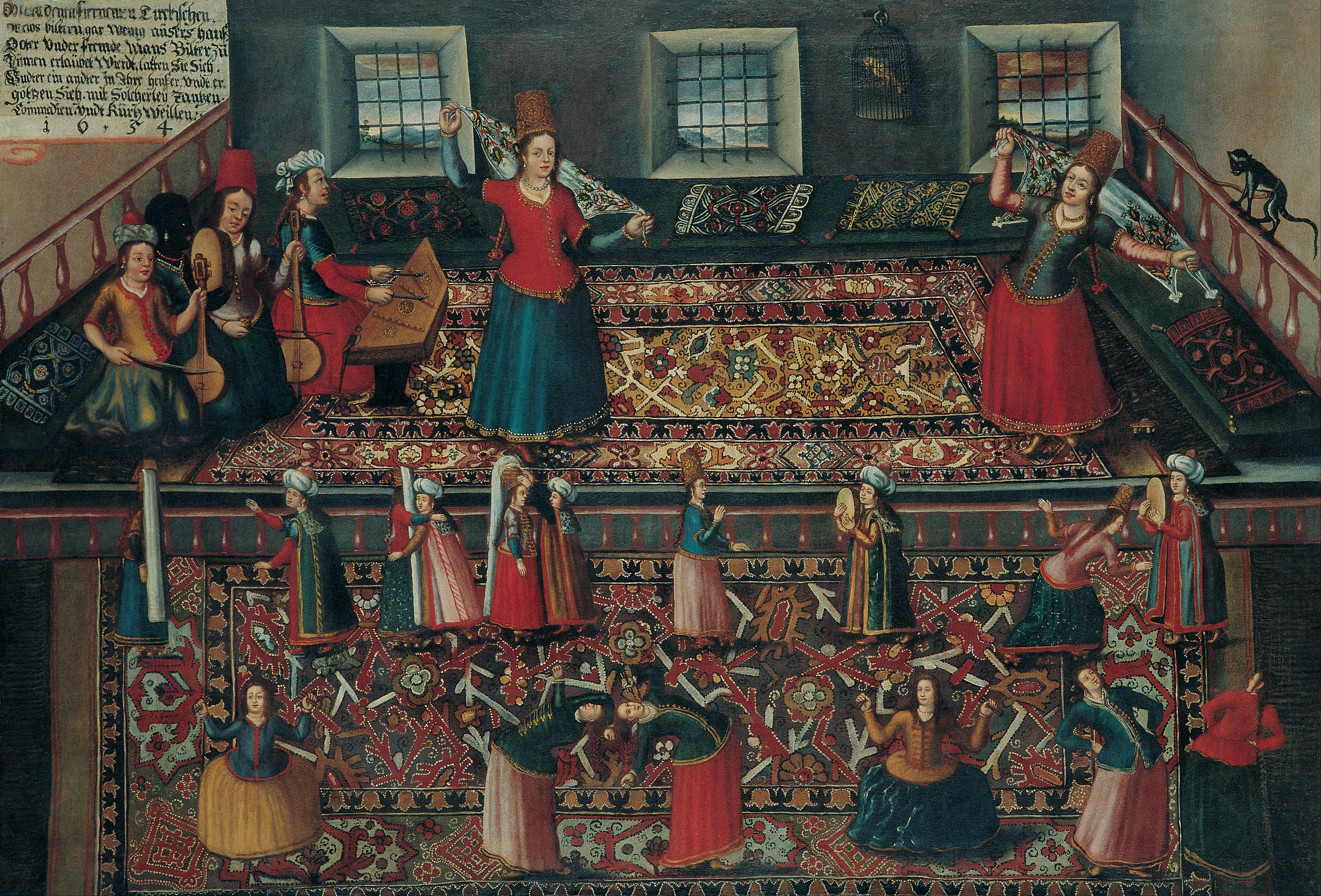
A Topkapı palota háreme. Franz Hermann festménye, 1652.
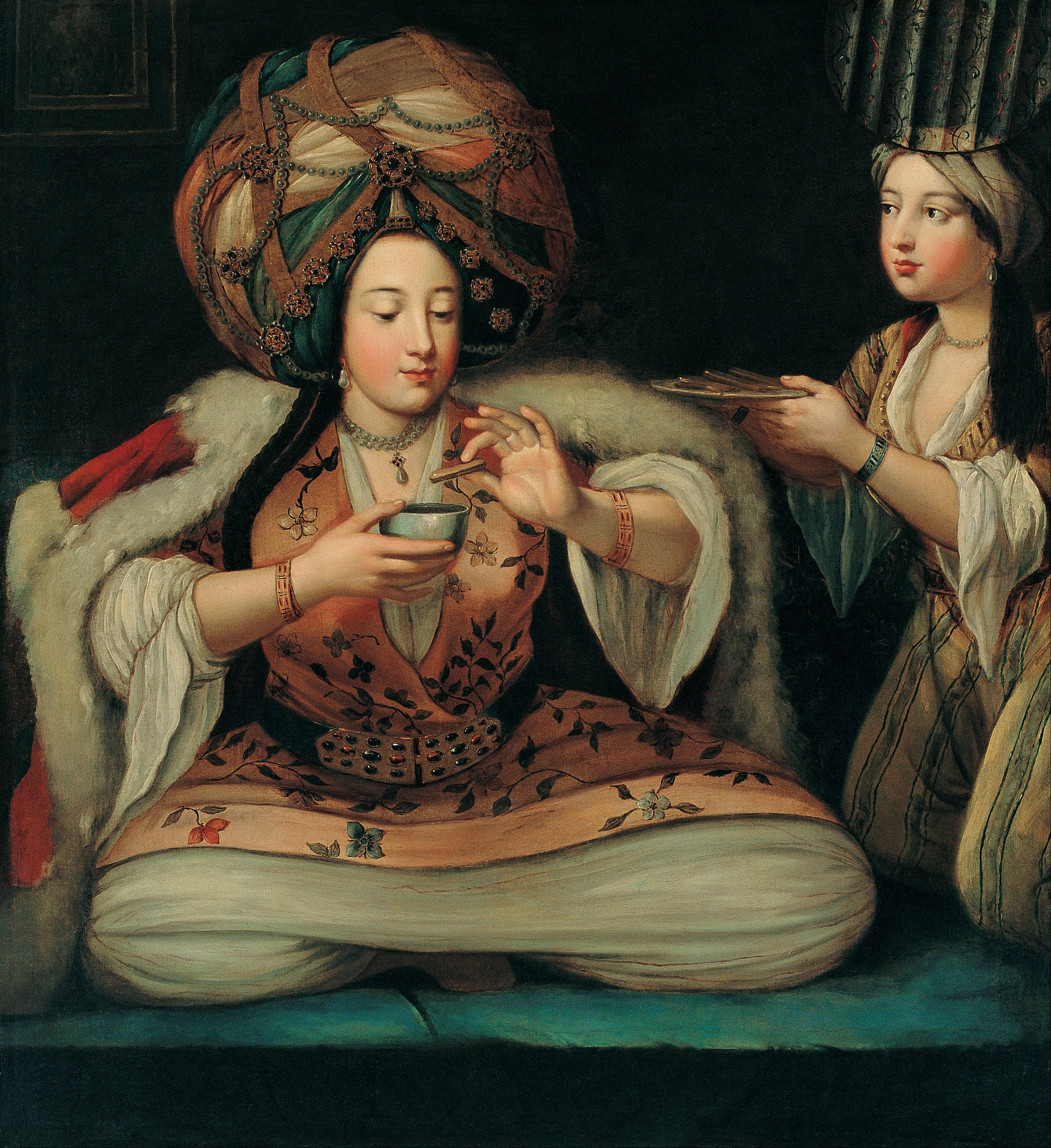
A kávé élvezete. A francia iskolához tartozó ismeretlen művész alkotása.
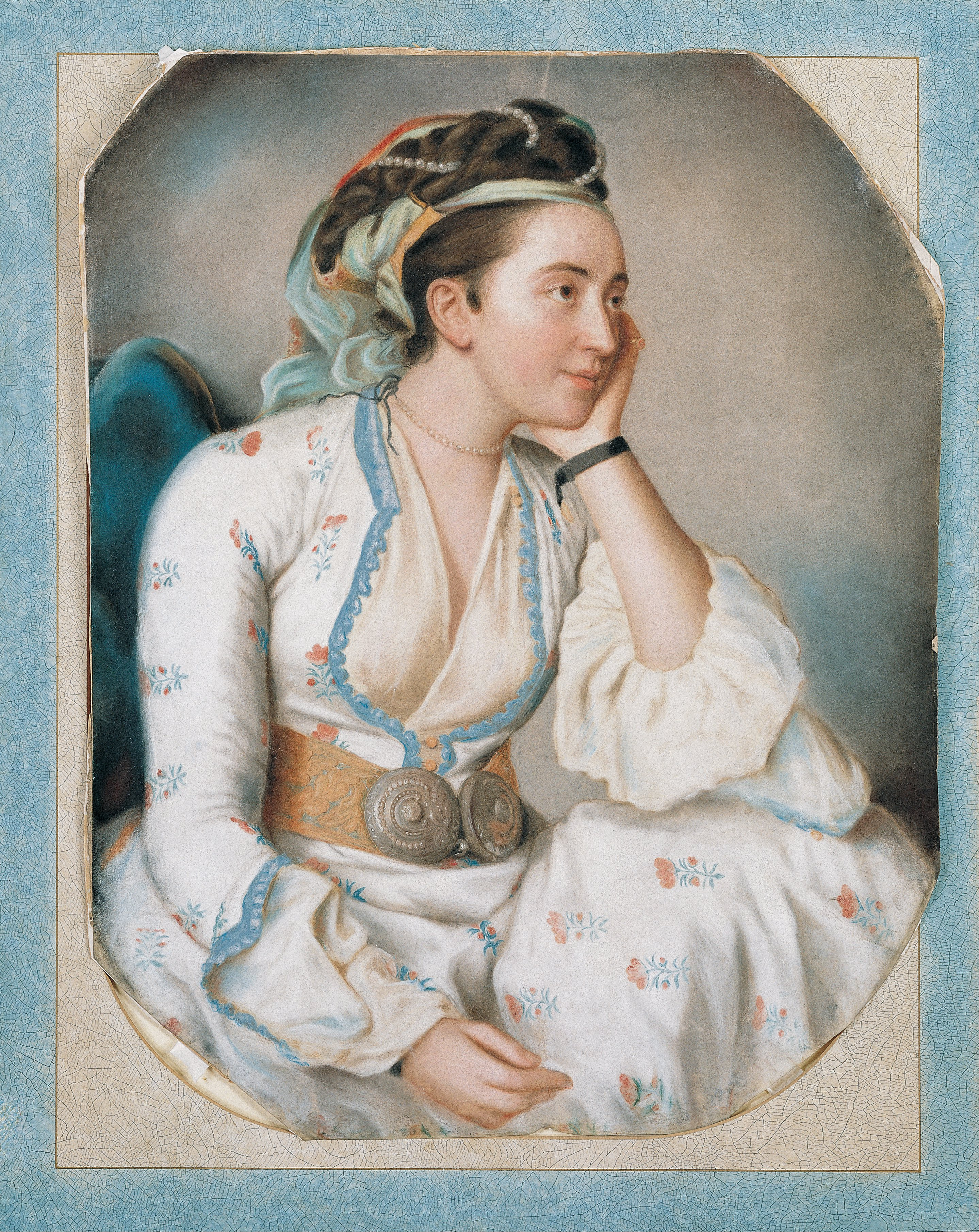
Nő török ruhában. Jean-Étienne Liotard festménye.
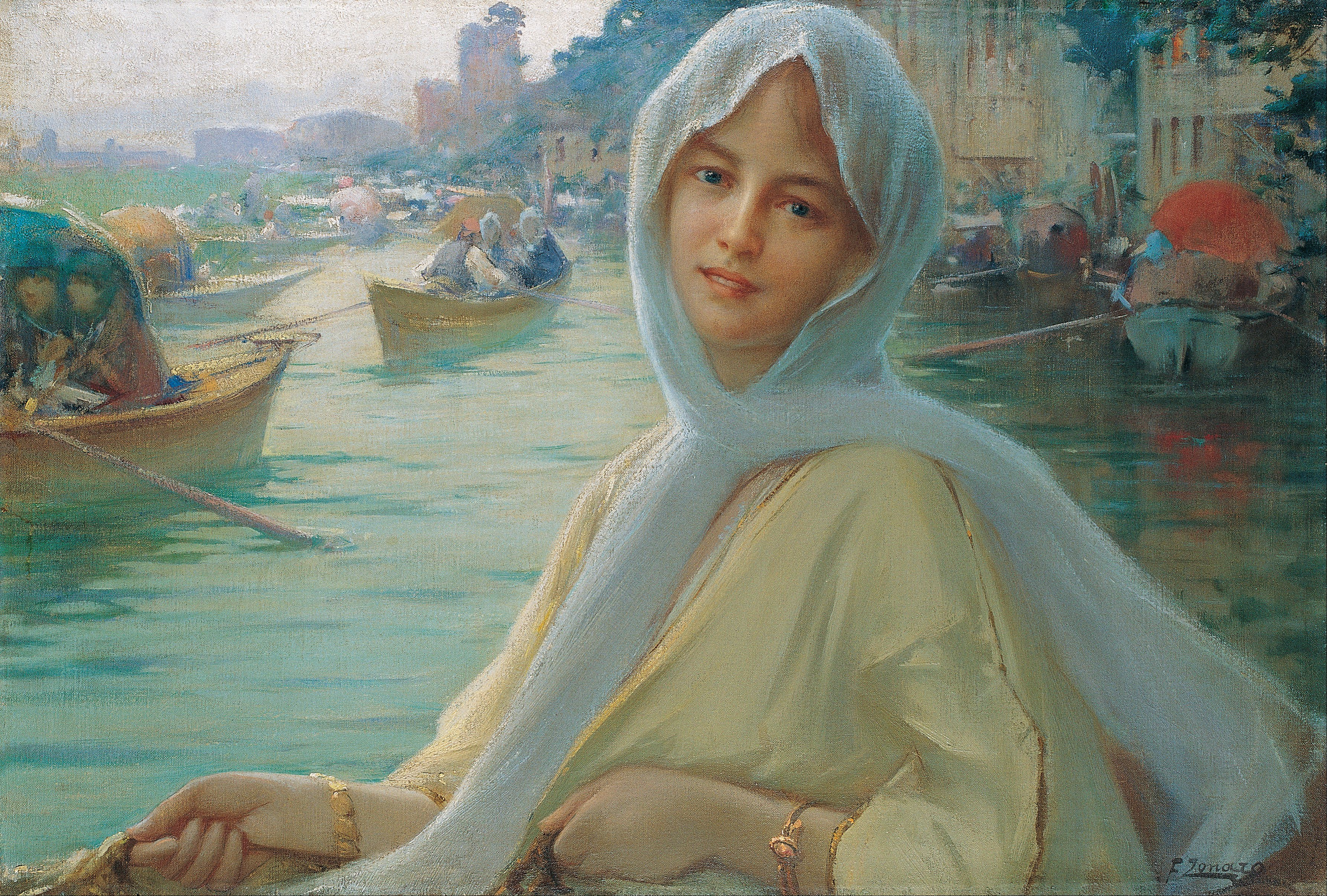
A Göksu patak élvezete. Fausto Zonaro festménye.
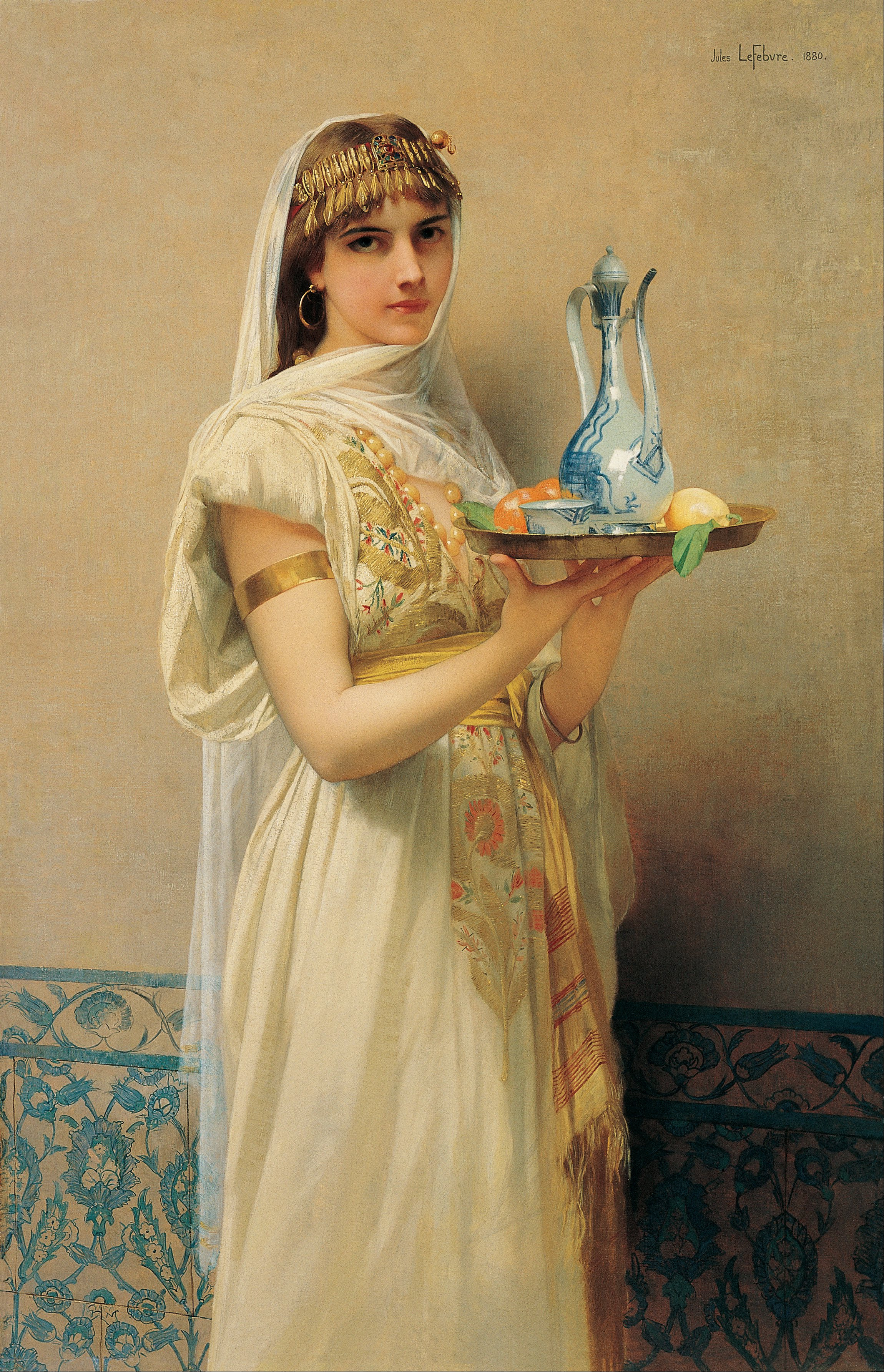
Szolgálólány. Jules Joseph Lefebvre festménye, 1880.
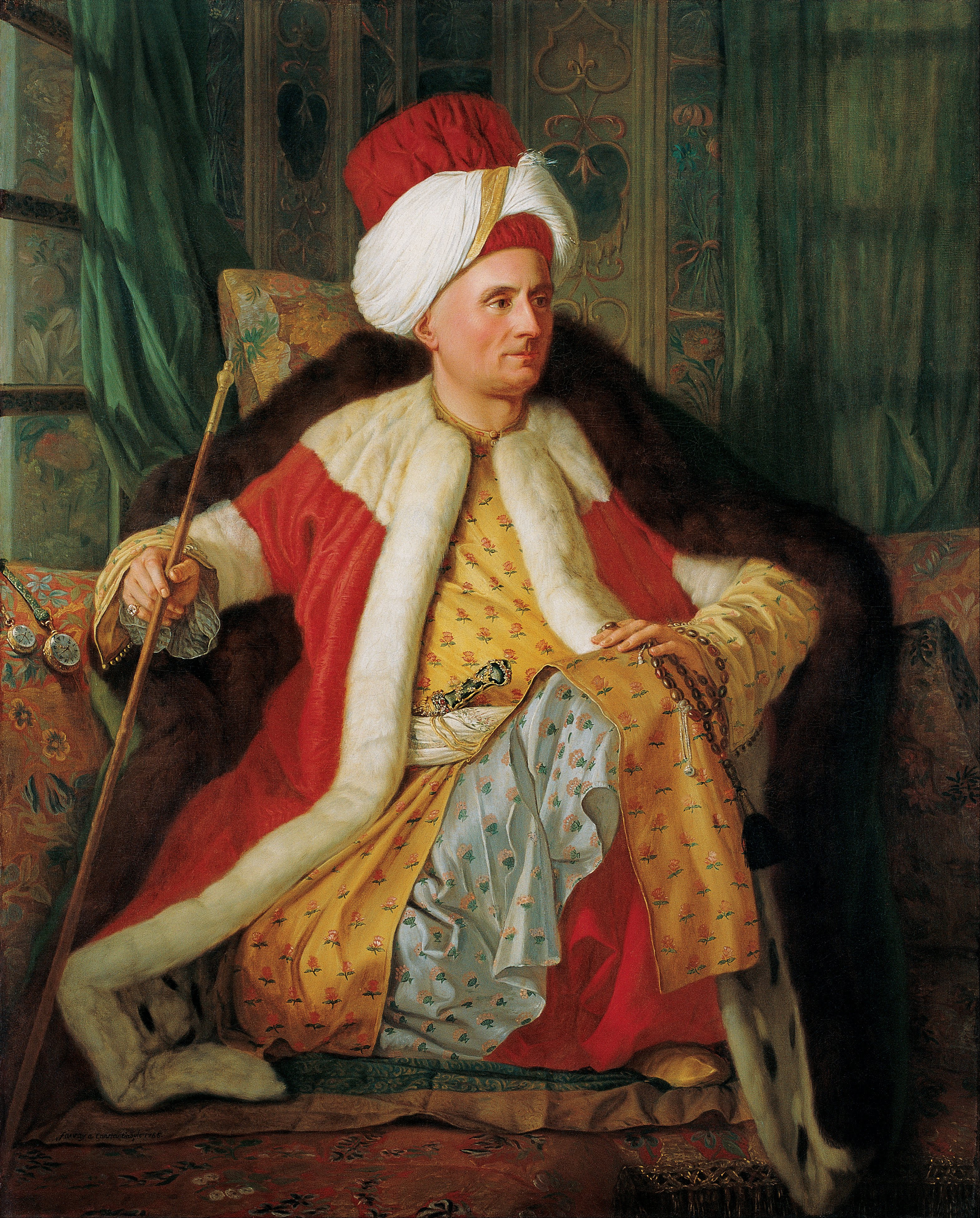
Charles Gravier de Vergennes francia nagykövet oszmán öltözékben. Antoine de Favray festménye, 1766.
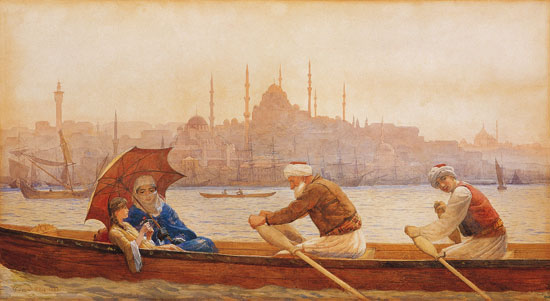
Kirándulás az Aranyszarv-öbölben. Tristam (Tristram) James Ellis festménye, 1888.
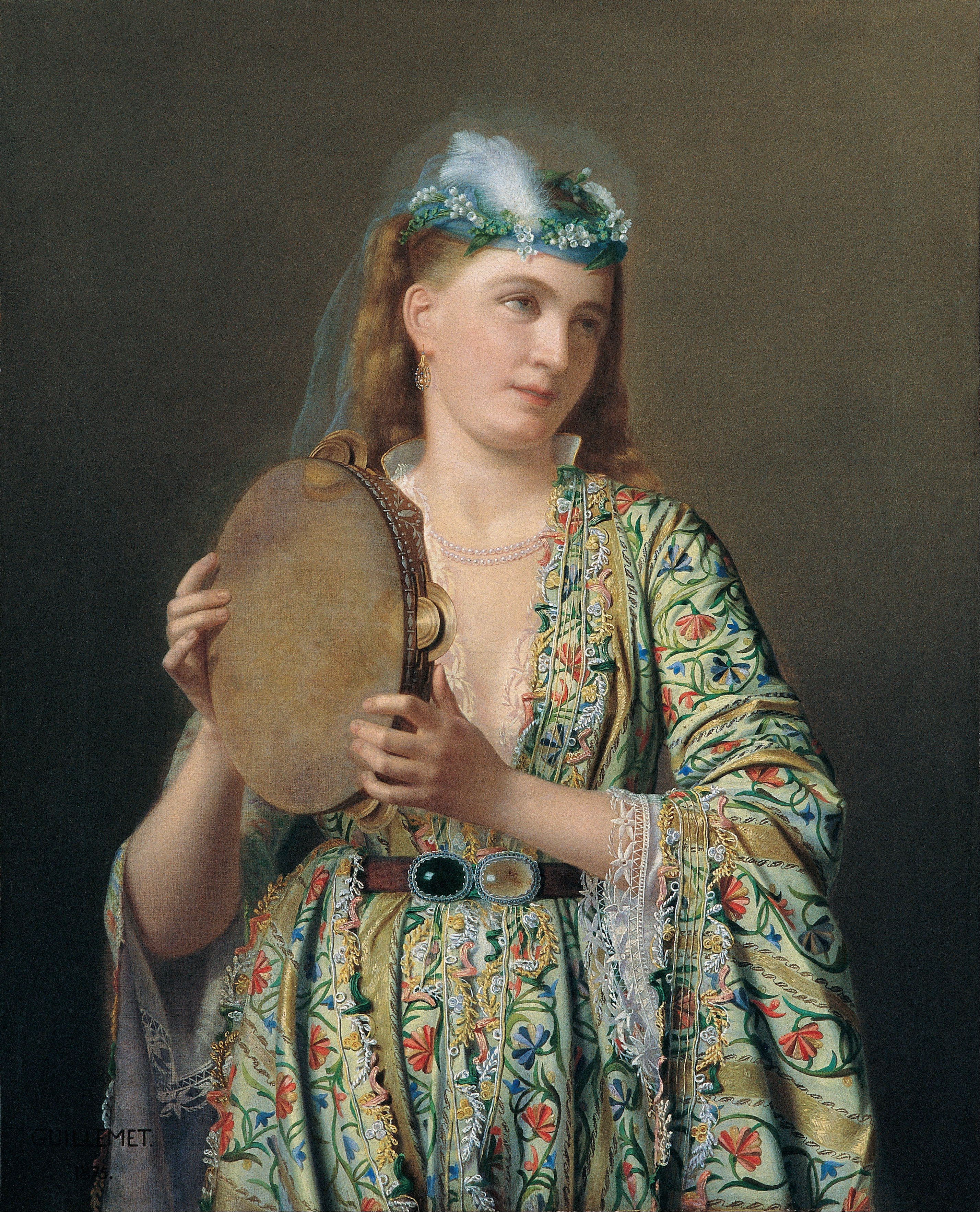
Az oszmán udvar hölgye tamburinon játszik. Pierre-Désiré Guillemet festménye, 1875.
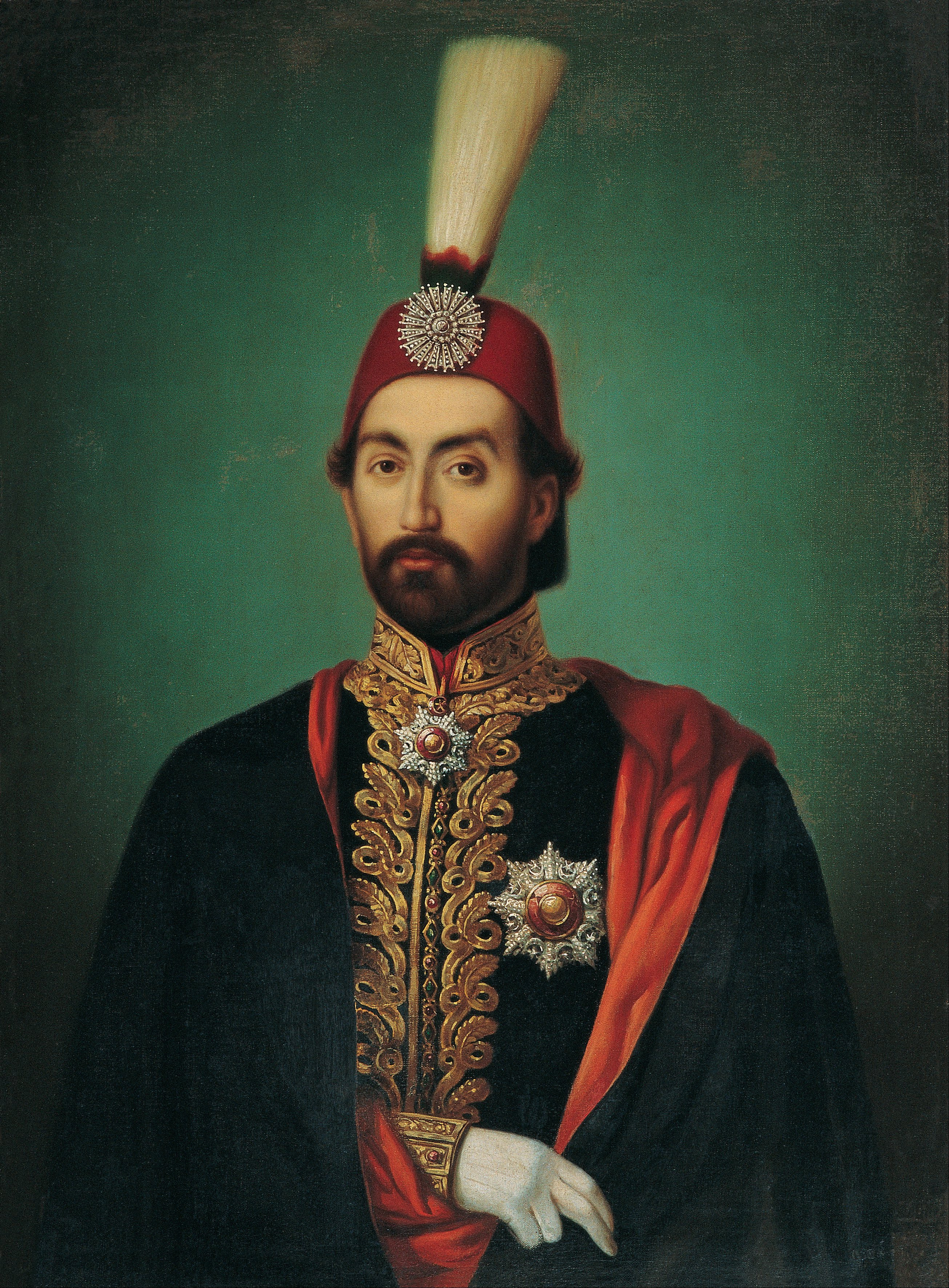
I. Abdulmedzsid. Ismeretlen művész alkotása, 1850-es évek.
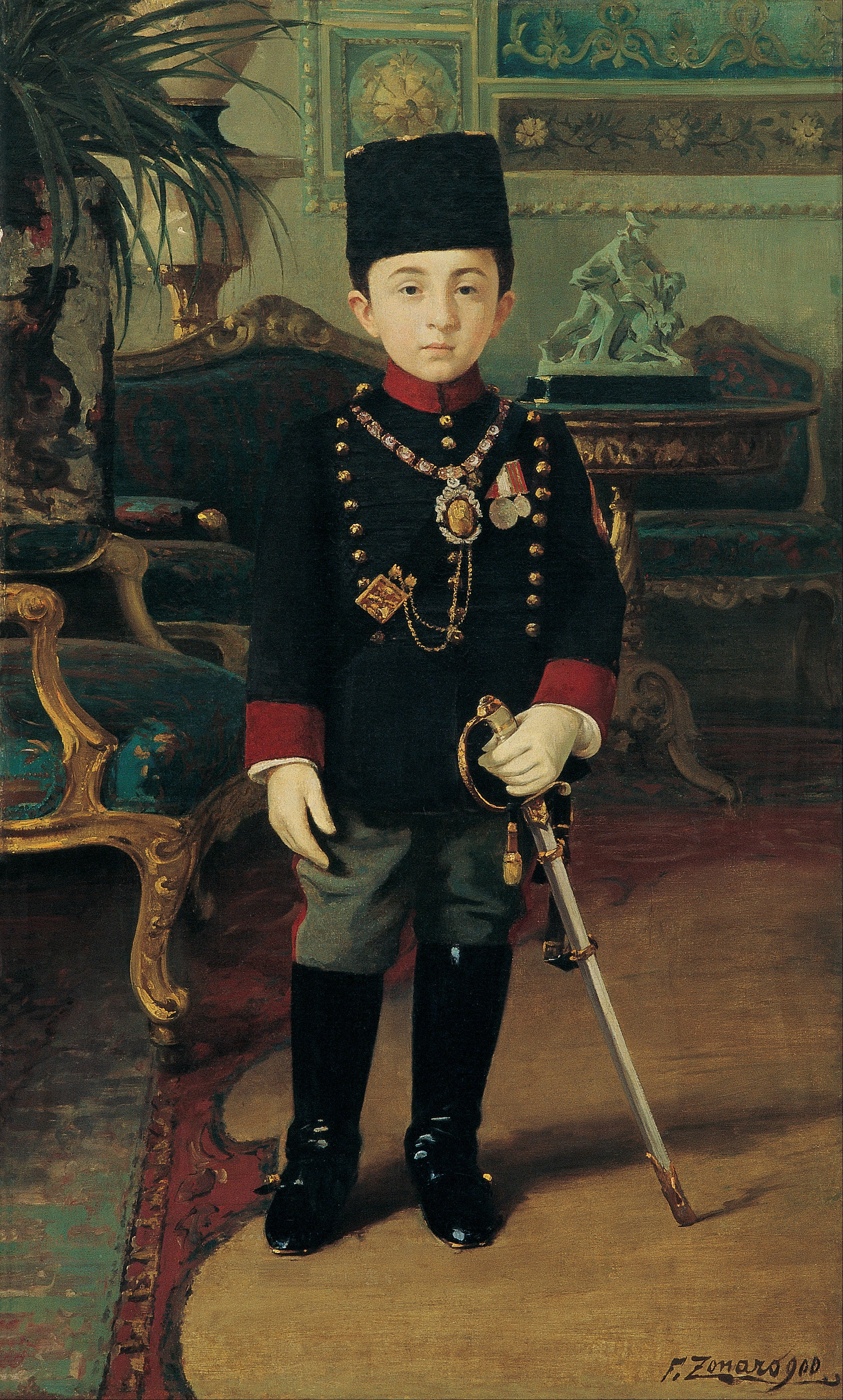
Későoszmán kori herceg.

## Fordítás
- Ez a szócikk részben vagy egészben  a   Pera Museum című angol Wikipédia-szócikk ezen változatának fordításán alapul.  Az eredeti cikk szerkesztőit annak laptörténete sorolja fel. Ez a jelzés csupán a megfogalmazás eredetét és a szerzői jogokat jelzi, nem szolgál a cikkben szereplő információk forrásmegjelöléseként.

## Külső hivatkozások
- Hivatalos oldal Archiválva 2016. augusztus 28-i dátummal a Wayback Machine-ben
- A múzeum a Google Art Projecten